# Elaeagnus conferta
Elaeagnus conferta är en havtornsväxtart som beskrevs av William Roxburgh. Elaeagnus conferta ingår i släktet silverbuskar, och familjen havtornsväxter.

## Underarter
Arten delas in i följande underarter:
- E. c. maculata
- E. c. menghaiensis

## Bildgalleri

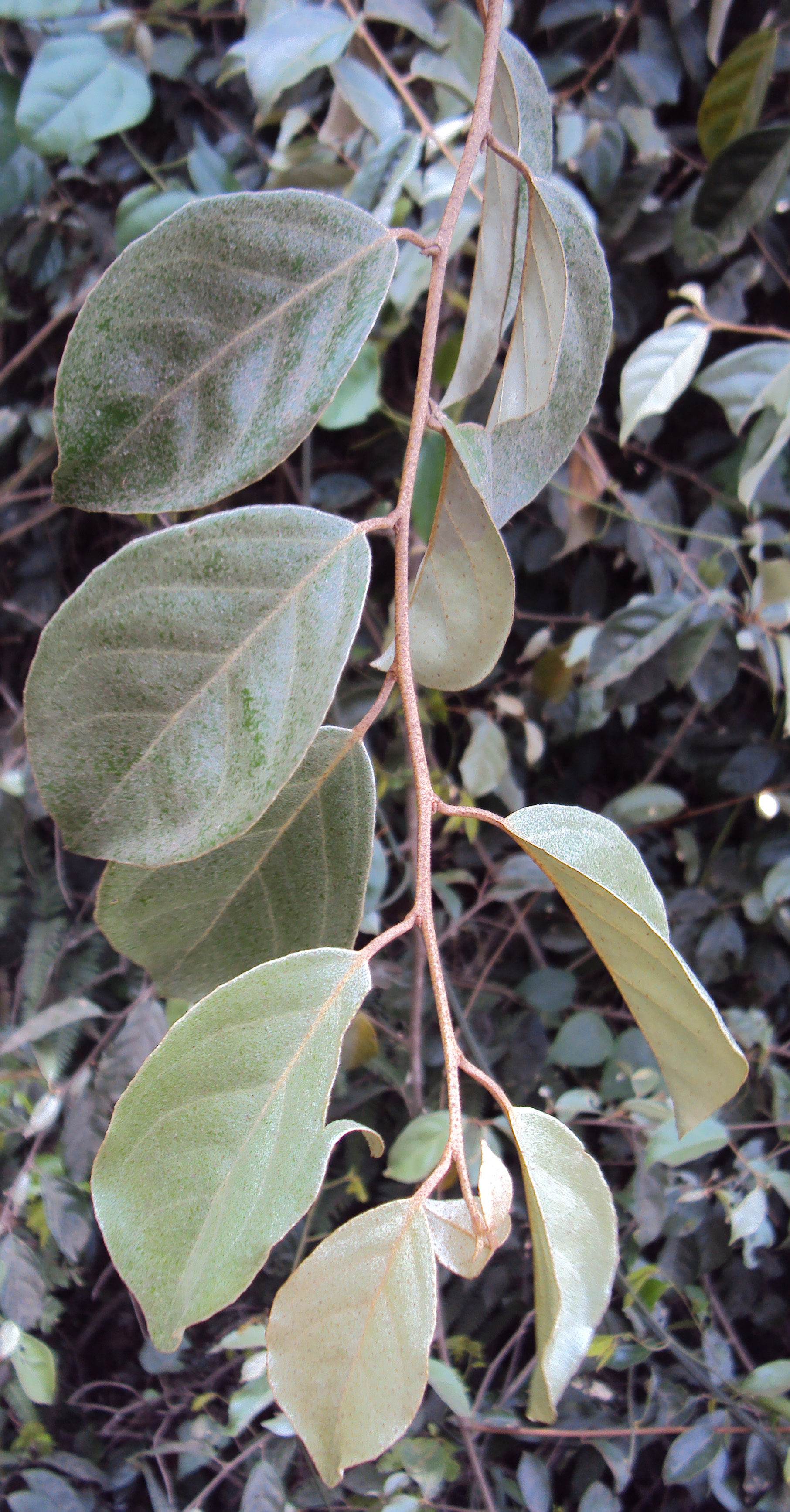
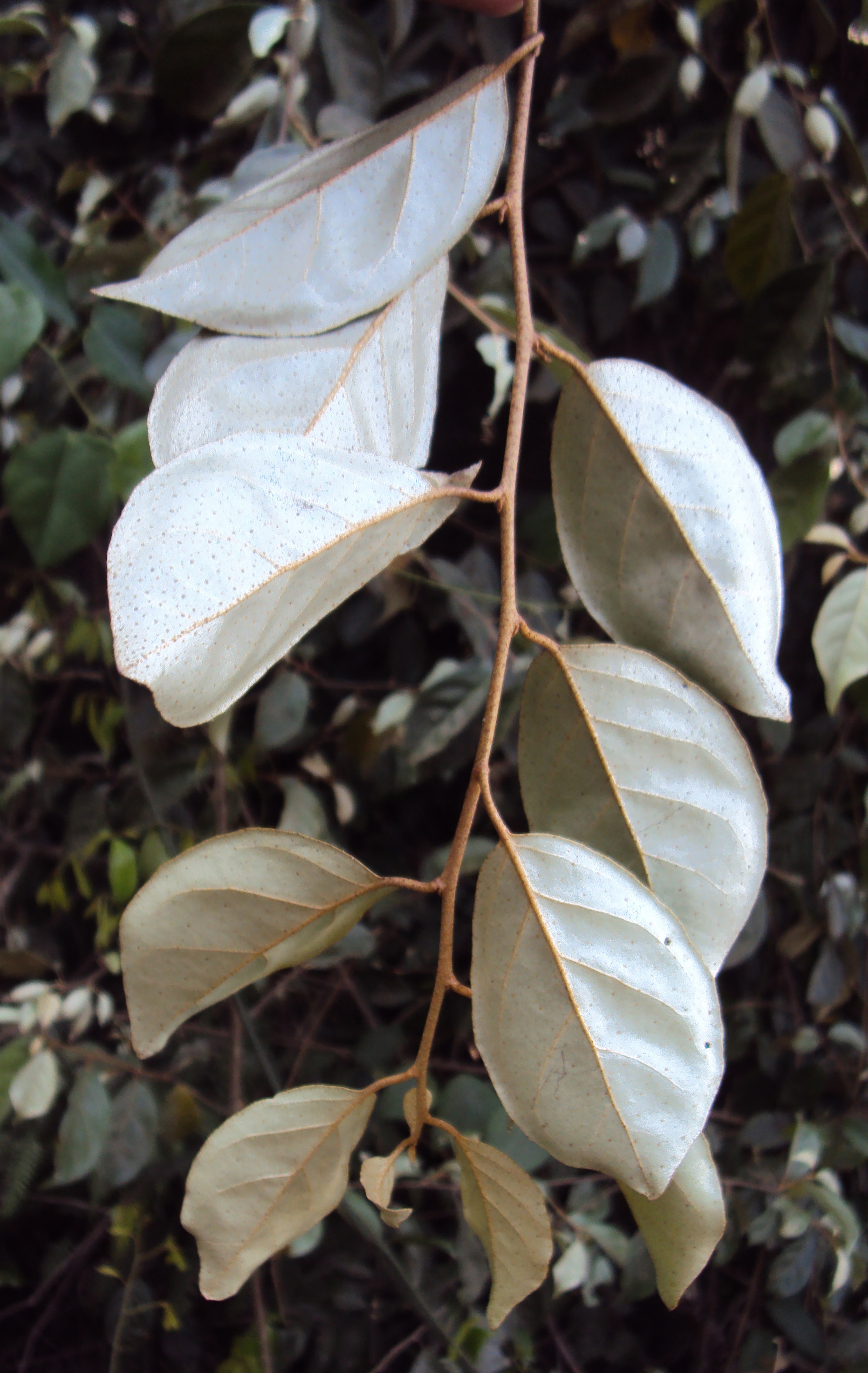
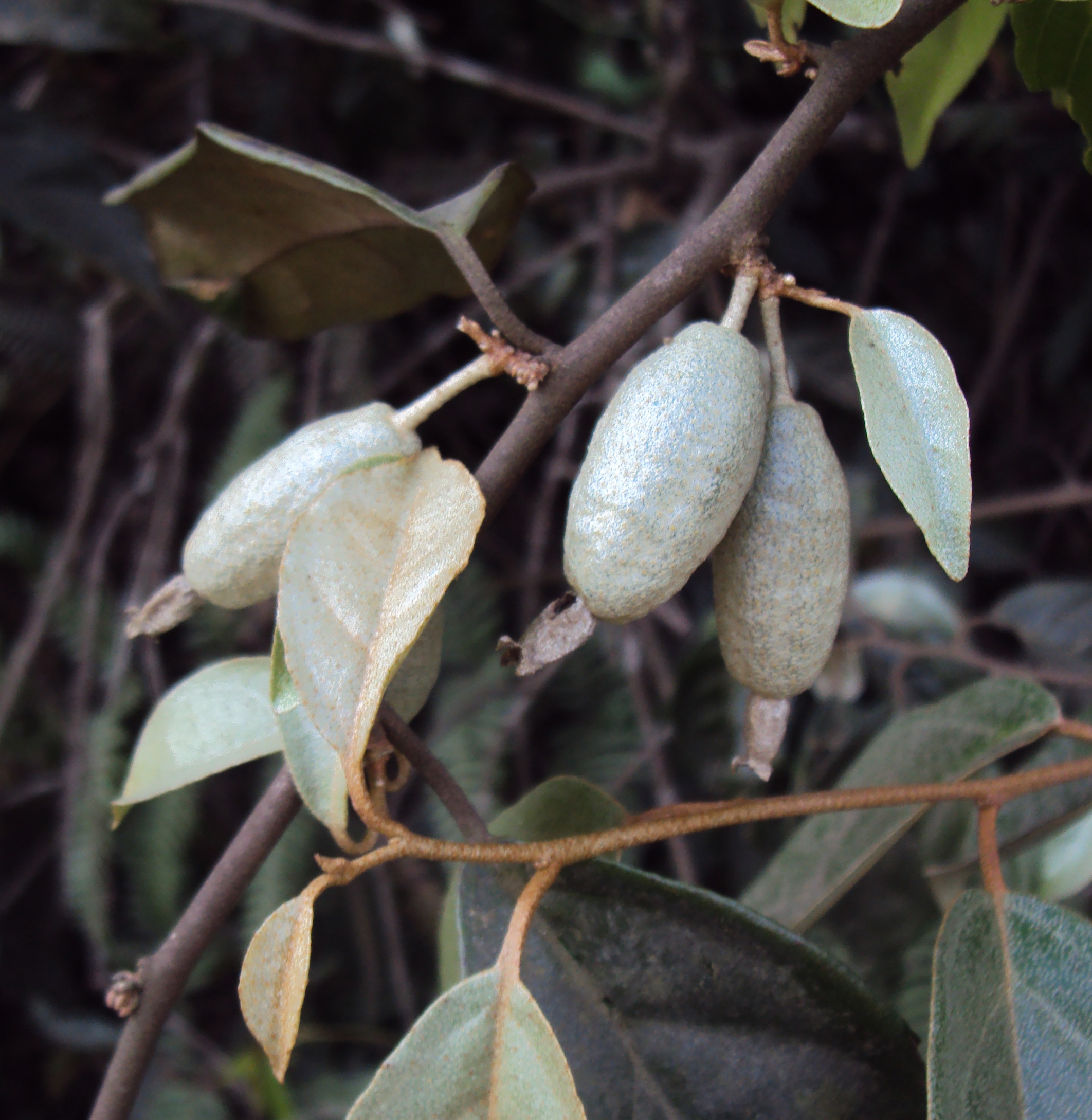
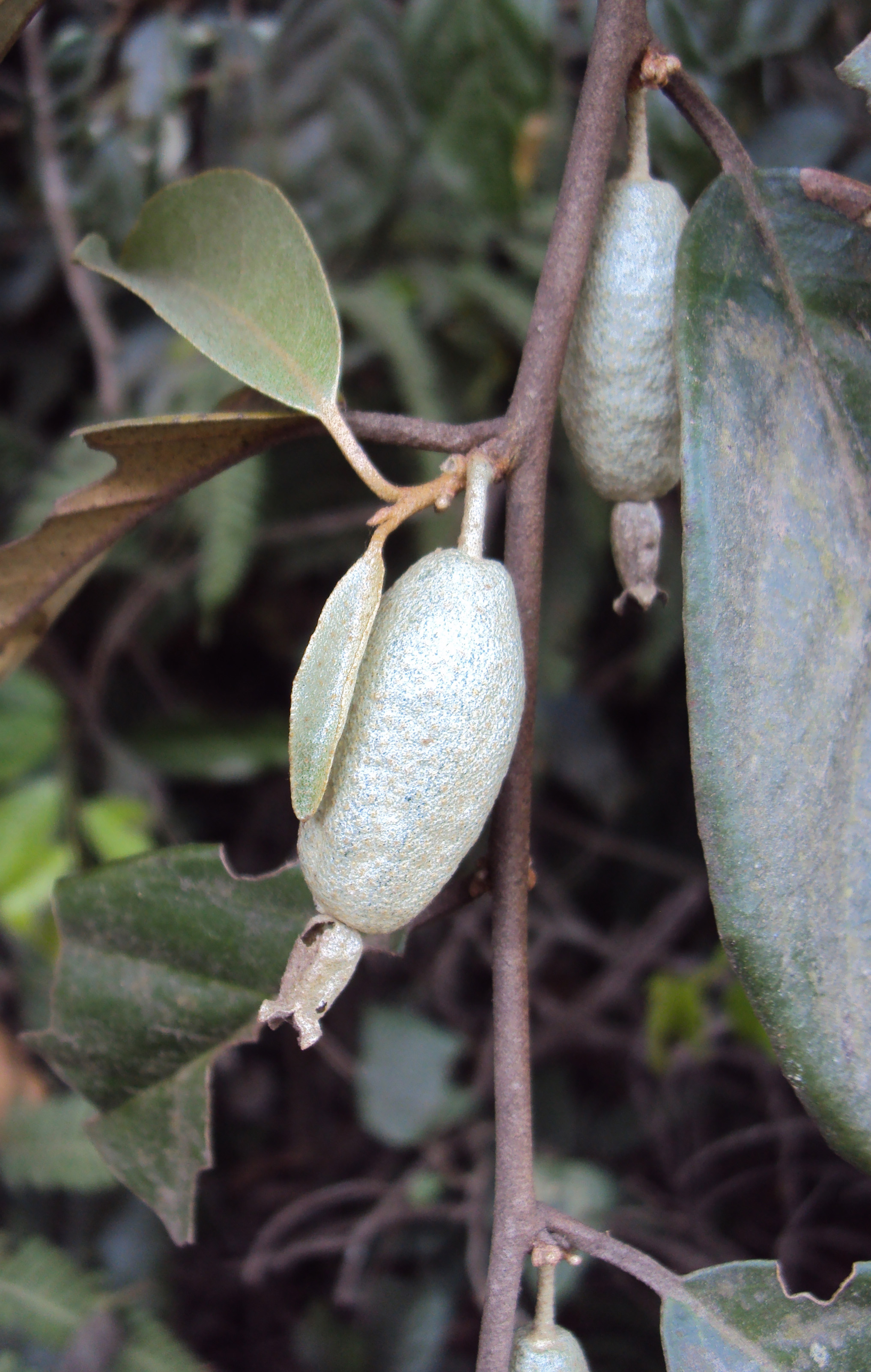